# Luchtaine
Na mitologia irlandesa, Luchtaine (ou Luchta) era filho de Brígida e Tuireann e carpinteiro ou artesão dos Tuatha Dé Danann. Ele e seus irmãos Creidhne e Goibniu tornaram-se conhecidos como os Trí Dée Dána, "os três deuses de arte", que forjaram as armas com as quais os Tuatha Dé combateram os Fomorianos.